# 강화 전등사 약사전 후불탱
전등사 약사전 후불탱(傳燈寺 藥師殿 現王幀)은 인천광역시 강화군 길상면 전등사에 있는 조선시대의 탱화이다. 2002년 12월 23일 인천광역시의 유형문화재 제44호로 지정되었다.

## 개요
전등사 약사전(보물 제179호)에 보존되어 있는 후불탱인데, 탱화란 천이나 종이에 그림을 그려 액자나 족자 형태로 만들어지는 불화를 말한다. 조선 고종 21년(1884)에 제작된 그림으로 정사각에 가까운 화폭 중앙에 약사여래좌상과 좌우협시인 일광·월광보살을 배치하고 상하 좌우에는 사천왕을, 약사불 뒤에는 가섭과 아난을 그린 병렬식 구도를 보이고 있으며, 색채는 18세기 후반의 색 배합을 계승하고 있다. 전체적으로 전통적인 도상을 계승하고 안정된 화면 구성, 꼼꼼한 필력을 갖추고 있어 19세기 불화양식 연구에 귀중한 자료이다.

## 참고 문헌
- 전등사 약사전 후불탱 - 국가유산청 국가유산포털